# Howard A. Nash
Howard Allen Nash (* 5. November 1937; † 12. Juni 2011) war ein US-amerikanischer Biochemiker und Genetiker am National Institute of Mental Health (NIMH), einer Einrichtung der National Institutes of Health (NIH) in Bethesda, Maryland.
Nash erwarb an der University of Chicago einen M.D. als Abschluss des Medizinstudiums und 1963 mit der Arbeit Phospholipid membrane model importance of phosphatidyl serine and its cation exchanger nature bei Julian Tobias einen Ph.D. in Biochemie. Nach kurzer klinischer Tätigkeit in der Kinderheilkunde arbeitete Nash ab 1964 für das National Institute of Mental Health (NIH). Er befasste sich unter anderem mit Mechanismen der Rekombination und Reparatur von DNA bei Bakteriophagen. Weitere Arbeiten befassten sich mit bestimmten genetischen Faktoren der intraoperativen Wachheit.
Howard A. Nash veröffentlichte mehr als 100 Arbeiten, er hat (Stand Juli 2025) einen h-Index von 46. Er war seit 1988 Mitglied der American Academy of Arts and Sciences, seit 1990 Mitglied der National Academy of Sciences.
Nash war mit Dominie Nash verheiratet. Das Paar hatte zwei Kinder. Howard Nash starb an den Folgen einer Krebserkrankung.